# Союз писателей Республики Саха (Якутия)
 Союз писателей Республики Саха (Якутия) — профессиональная общественная творческая организация, объединяющая часть писателей Республики Саха (Якутии).

## История

Эмблема Союза писателей Республики Саха (Якутия)

Союз писателей РС (Я) основан в 1991 году при разделении Союза писателей Якутской АССР на два союза — Союз писателей Республики Саха (Якутия) и Союз писателей Якутии (местное подразделение Союза писателей России).
Союз писателей РС (Я) — одно из 37 учредителей Международного сообщества писательских союзов (правопреемника Союза писателей СССР), созданного в 1992 году на 9-м съезде Союза писателей СССР. 18 февраля 2013 года МСПС был преобразован в Международный союз писателей.

## Современность
Ныне председателем Союза писателей Республики Саха (Якутия) является народный поэт Якутии Мигалкин Иван Васильевич, а его заместителями — Доллонов Владислав Семенович, Фролова Галина Алексеевна.
Численность членов СП — 62 человек. В Союзе работают 4 народных писателя Республики Саха (Якутия), 40 заслуженных работников культуры РФ и РС (Я), 4 лауреата Государственной премии Платона Ойунского.

## Председатели
- Ефимов Моисей Дмитриевич (1991—2006);
- Неймохов Егор Петрович (2006—2011);
- Мигалкин Иван Васильевич (с 2011 года).